# Геевы
Геевы — древний русский дворянский род, восходящий корнями к первой половине XV века.
Род внесён Герольдией в VI часть родословной книги Владимирской губернии.

## История рода
Родоначальник их, Иван Тимофеевич Геев, и его сын Патрикий Иванович владели поместьями в Вологодском и Суздальском уездах (1628). Иван Патрикеевич московский дворянин (1677-1692). Фёдор Геев путный ключник (1682-1686). Иван Фёдорович стряпчий при первом императоре всероссийском Петре Алексеевиче Великом.
Двое представителей рода владели населёнными имениями (1699).